# Svenska marinen
La Svenska marinen o semplicemente Marinen (in svedese "Marina svedese") è l'attuale marina militare della Svezia, componente navale delle forze armate svedesi; tradizionalmente la data di fondazione della marina svedese è fissata al 7 giugno 1522, appena un anno dopo la dissoluzione dell'Unione di Kalmar e la proclamazione dell'indipendenza della Svezia.
La marina svedese è prima di tutto una forza di difesa, incaricata di proteggere la costa e le acque territoriali svedesi da minacce esterne, come pure di garantire la sovranità svedese sulla propria zona economica esclusiva; la Svenska marinen è tuttavia pienamente capace di operare al di là dei confini nazionali, e recentemente unità navali svedesi hanno preso parte alle missioni UNIFIL in Libano (2006) ed EUNAVFOR Atalanta al largo delle coste della Somalia (2008).
Alle navi della marina svedese viene assegnato il prefisso "HMS", abbreviazione di Hans / Hennes majestäts skepp (nave di Sua Maestà).

## Storia

### Le origini

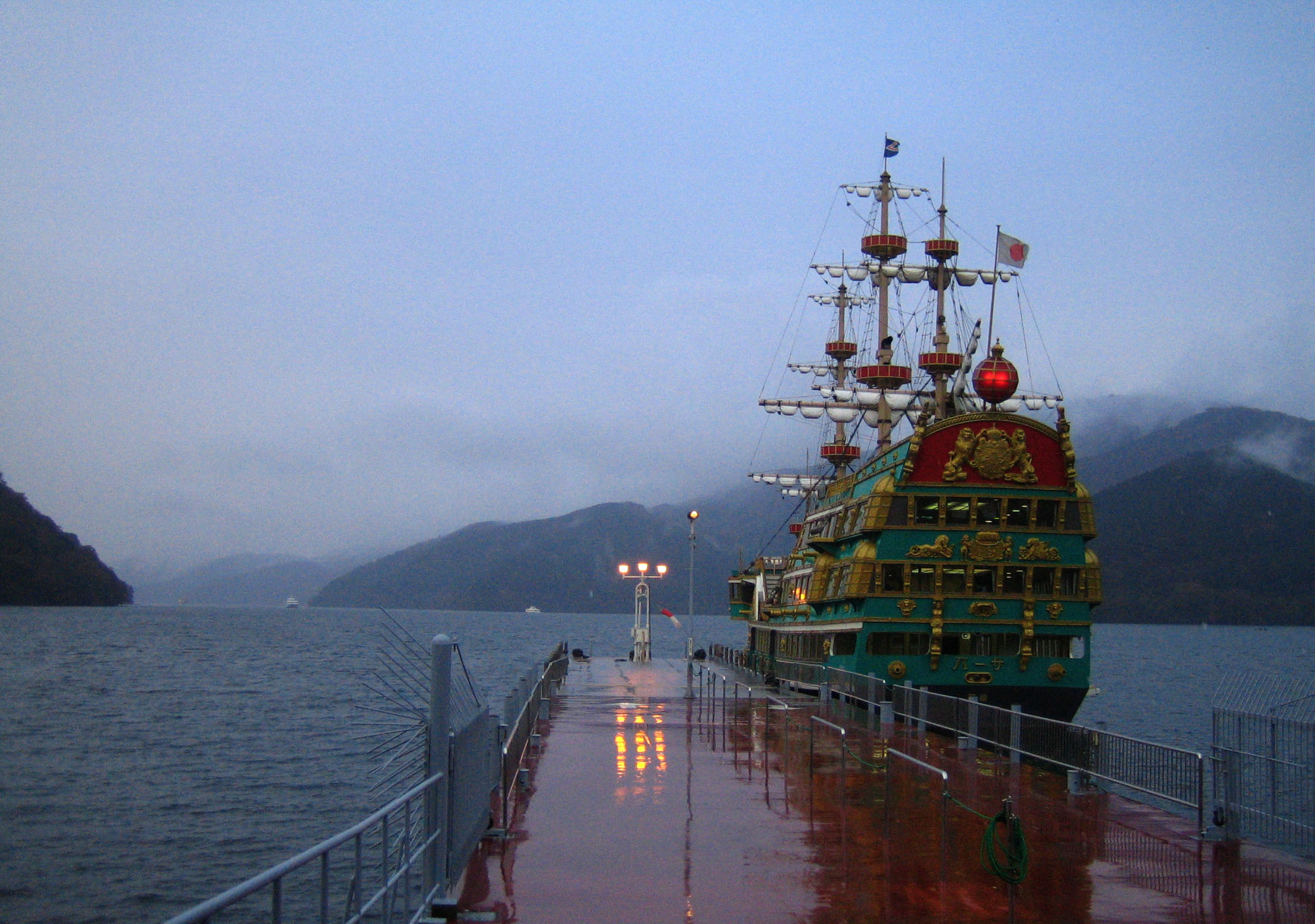
Una riproduzione navigante del Vasa sul lago Ashi

La storia della marina svedese è molto antica, e le tre corone ricordano il dominio svedese su tre paesi. Una nave notevole della storia marinara è la Regalskeppet Vasa, un galeone lungo 62,00 metri e con una stazza di 1.200 tonnellate, dotato di 64 cannoni, costruito per il re Gustavo II Adolfo di Svezia, tra il 1626 e il 1628, rimasta celebre per il suo affondamento durante il viaggio inaugurale, e successivamente recuperata in ottimo stato, restaurata ed oggi esposta nell'omonimo museo a Stoccolma. La Vasa, a differenza di molti galeoni che avevano vele latine all'albero di mezzana, era armato a nave, cioè interamente a vele quadre. Il nome stesso Regalskeppet Vasa deriva dall'omonimo casato dei Vasa che governò la Svezia, e significa Nave di Sua Maestà Vasa (o Nave Reale Vasa), secondo una nomenclatura spesso usata da varie marine militari come la Royal Navy britannica.

### Il diciannovesimo secolo
La transizione dalla vela al vapore fu lenta, e nel 1822-23 vennero costruiti due avvisi a ruote, mentre nel 1840 venne acquisita la corvetta a ruote Thor; per contro, ancora nel 1860 erano in servizio sette navi di linea, quattro fregate e tre corvette, tutte con propulsione unicamente a vela. Una nave di linea con propulsione mista dell'epoca era il vascello Stockholm, a due ponti, da 2850 t, lungo 56,6m e varato nel 1856, con 64 cannoni da 30 libbre e 6 carronate, con una macchina a vapore da 257 kW.

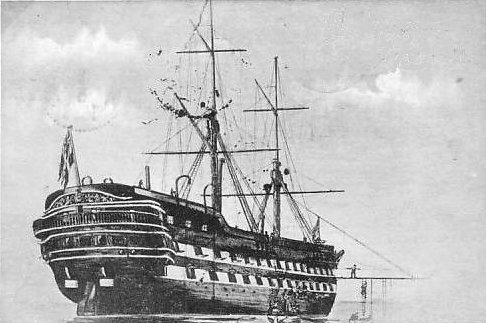
Il vascello Stockholm a due ponti in una cartolina del 1893.

La Svezia cercò di dotarsi di uno strumento navale credibile per proteggere la propria neutralità, e alla fine dell'ottocento varò una serie di "incrociatori torpediniere", in realtà navi costiere da 800 t, seguite subito dopo dall'incrociatore corazzato Fylgia e da varie classi di corazzate costiere, iniziando a progettare la futura classe Sverige, navi che in un dislocamento contenuto di 7.000 t portavano due torri binate da 283mm e 8 cannoni da 152mm come armamento secondario.

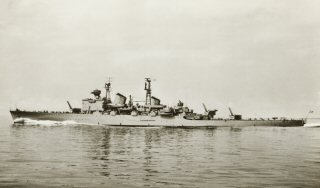
L'incrociatore Tre Kronor

### Il ventesimo secolo
Un grave incidente che colpì la marina svedese fu il cosiddetto incidente di Hårsfjärden, dal nome della principale base navale svedese; il 17 settembre 1941, durante una esercitazione con siluri sui cacciatorpediniere della 4ª flottiglia, uno di questi esplose sul Göteborg, innescando esplosioni secondarie sui due caccia ormeggiati al suo fianco, Klas Uggla e Klas Horn; i tre caccia affondarono sul posto, con 33 morti e 17 feriti tra gli equipaggi, nel più grave incidente del periodo. Successivamente le navi furono ripescate, il Klas Uggla venne dichiarato irrecuperabile e gli altri due riparati e reimmessi in servizio, ma vennero stanziati fondi per la costruzione di altri due caccia della classe Visby ultimati nel 1942, cui seguiranno altri due l'anno successivo.
Durante gli anni quaranta venne varata la classe Tre Kronor di incrociatori, completata nel 1945, che pattugliò il Baltico fino al 1970. I nomi delle due unità, Tre Kronor e Göta Lejon, richiamavano lo stemma svedese: Göta Lejon richiamava il leone vichingo (o gotico), mentre Tre Kronor ricorda l'antica unione di Norvegia, Danimarca e Svezia in un unico regno. Per motivi politici la loro costruzione, basata su un progetto italiano, iniziò per entrambi gli incrociatori solamente il 27 settembre 1943.
La marina svedese è stata oggetto in passato di severi tagli al bilancio che ne hanno comportato una drastica riduzione della forza operativa, passando dalle tre corazzate costiere della classe Sverige, due incrociatori della classe Tre Kronor ed una ventina tra fregate e cacciatorpediniere (ma erano 41 alla fine della seconda guerra mondiale) ad una flotta costituita alla fine degli anni settanta da sole motocannoniere missilistiche e pochi sottomarini diesel-elettrici.
Una decisa svolta alla politica nazionale di finanziamenti alla marina fu conseguente all'incidente, noto in Occidente come Whiskey on the rocks (gioco di parole tra quanto avvenne e l'omonimo modo di servire il whiskey col ghiaccio), che il 27 ottobre 1981, vide incagliarsi il sottomarino sovietico della classe Whiskey S-363 sulle rocce all'interno di un'area militare della base navale svedese di Karlskrona, in una delle frequenti violazioni delle acque territoriali svedesi che avvenivano in quel periodo. In questo contesto il programma di riarmo della marina venne a competere con quello dell'aviazione militare che stava portando avanti il programma JAS che avrebbe dato origine al caccia multiruolo Saab JAS 39 Gripen.

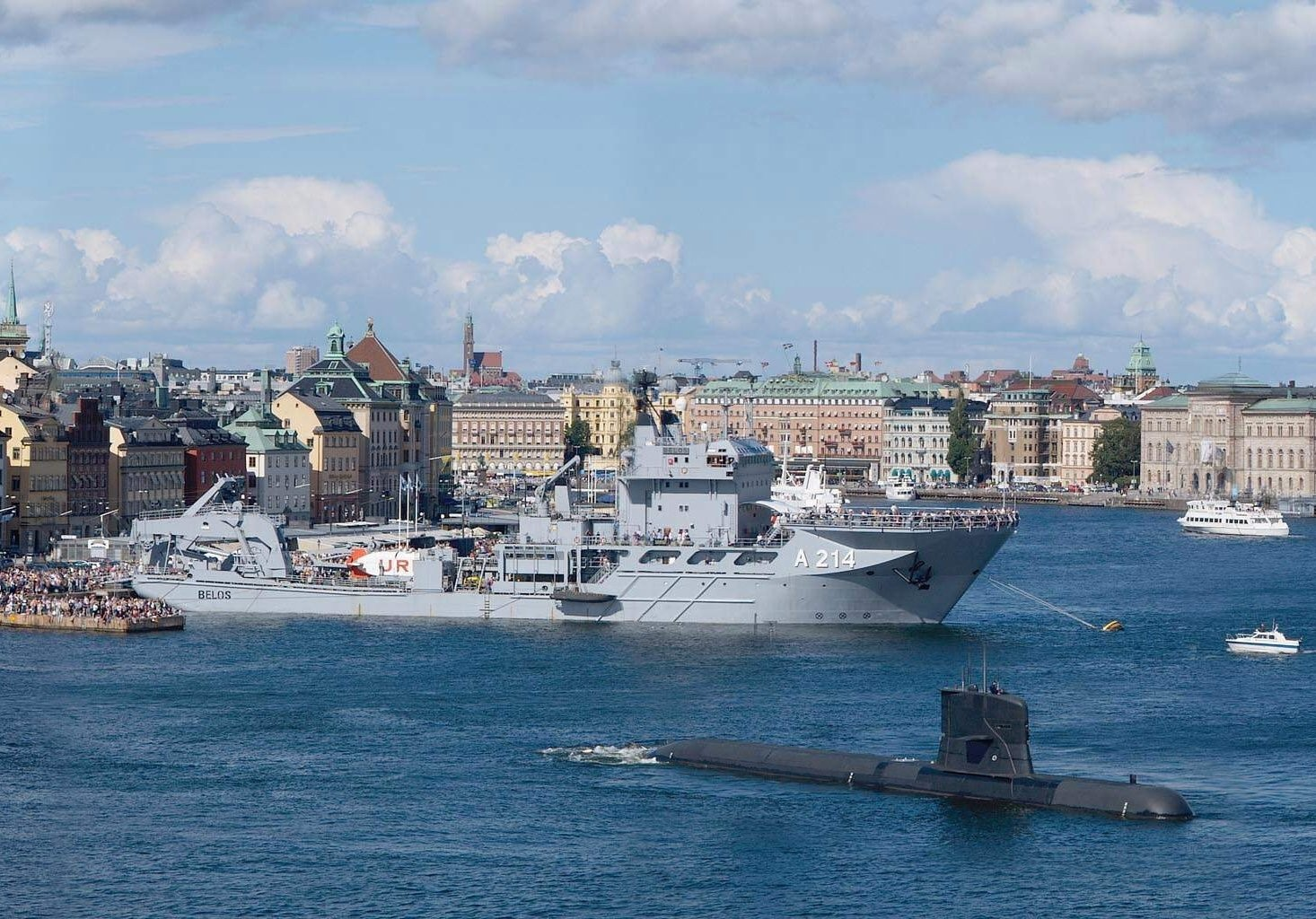
Il Södermanland nel 2004 durante le celebrazioni del centenario della forza subacquea svedese, vicino alla nave appoggio Belos

Il battello, che a causa della segretezza usata dai sovietici nelle designazioni delle loro unità subacquee, venne classificato dagli svedesi come U-173, rimase sulle rocce per alcuni giorni, ed una squadra navale sovietica si radunò al largo della base navale; avendo le autorità politiche svedesi dichiarato che non avrebbero tollerato ulteriori violazioni della sovranità nazionale, quando le navi sovietiche iniziarono ad avvicinarsi ai limiti delle 12 miglia le batterie costiere svedesi iniziarono a puntarle, passando in modalità di controllo fuoco nel momento dell'ingresso nelle acque svedesi; rilevato il cambio di modalità le navi invertirono la rotta rimanendo appena fuori dalle 12 miglia. Il sottomarino venne recuperato dagli svedesi dopo dieci giorni e solo dopo che i sovietici ne permisero l'ispezione a bordo e l'interrogatorio del comandante, mentre le spese di recupero vennero addebitate ai sovietici. Una conseguenza immediata fu il cambio di rotta che l'autorità politica adottò nel permettere alla marina di perseguire i contatti sottomarini in modo attivo, non scartando più come in passato la possibilità di danneggiare o affondare l'intruso; comunque vi anche fu lo sviluppo di apposite armi antisom "non letali" come la Elma, una carica di profondità sagomata in modo tale da provocare un buco nello scafo di un sottomarino senza comprometterne totalmente la galleggiabilità, o una versione alleggerita della testata da guerra dei siluri tipo Tp41, che avrebbe dovuto solo danneggiare eliche e timoni; entrambe avevano lo scopo di costringere all'emersione un sottomarino senza affondarlo.
Secondo alcune fonti svedesi, alcune delle intrusioni in acque svedesi furono effettuate da battelli della Royal Navy e della US Navy, in modo concordato con lo stato maggiore svedese, per effettuare dei test realistici sulla capacità di lotta antisommergibile della marina svedese. Questo non pare però verificato nel caso del secondo incidente di Hårsfjärden del 1982, dove invece si fece ricorso ad una grande quantità di bombe di profondità per far emergere o allontanare i contatti sub (una analisi retrospettiva rivelò che si trattava di non meno di sei battelli non identificati in contemporanea) rilevati nell'area senza rischiare di affondarli. Nella stessa analisi, nella quale venne anche ispezionato il fondo del mare, vennero rilevate tracce di veicoli cingolati che avevano strisciato sul fondo, e la marina svedese poté mettere a frutto le capacità di analisi e le tracce acustiche acquisite con l'incidente del Whiskey rilevandone di analoghe in questa circostanza; di conseguenza la paternità delle intrusioni venne attribuita alla marina sovietica ("…the commission noted that the Harsarden operation had been conducted by the Soviet Navy." pag.12).
Come conseguenza dell'incidente del Whiskey vennero stanziati oltre 400 milioni di corone per migliorare le capacità di azione antisottomarina ("To give teeth to this recommendation, 400-500 million crowns were immediately allocated to the Navy's ASW budget", pag 13) e venne dato anche un deciso impulso alla costruzione di unità subacquee che potessero contrastare la minaccia; pertanto venne proseguita la tradizione sommergibilistica nazionale, ed il paese ha prodotto in proprio alcune classi di battelli, non numericamente consistenti ma tecnologicamente spesso con caratteristiche di avanguardia. Tra esse la classe Sjoormen i cui 5 sottomarini sono stati progettati dalla Kockums di Malmö, che ne ha realizzati 3, mentre altri 2 sono stati prodotti dai cantieri Karlskrona Valvet, e i 4 sottomarini diesel-elettrici della classe Västergötland, ideati dalla svedese Kockums che nel 1978 ne presentò il progetto definitivo. Inoltre venne decisamente ampliato il bilancio della forza navale di superficie, permettendo l'acquisizione di nuovi sistemi d'arma e di nuove unità, come le corvette classe Stockholm e, più a lungo termine, le attuali corvette stealth della classe Visby.

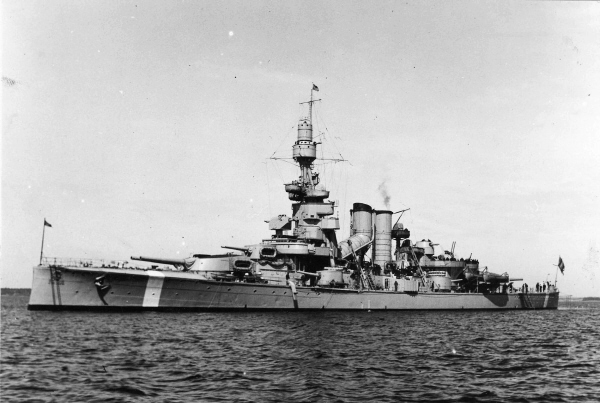
La Sverige durante la seconda guerra mondiale, come si evince dalle bande bianche di netutralità.

Essi sono entrati in servizio dalla metà degli anni '80, con lo scafo realizzato in sezioni, la prua e la poppa ai cantieri Karlskrona e la parte di mezza nave ai cantieri Kockums (una società del gruppo ThyssenKrupp Marine), che hanno provveduto all'assemblaggio finale. I nomi sono stati assegnati come Västergötland (Vgd), Hanslingland (Hdg), Södermanland (Sod), e Östergötland (Odg). La classe è anche nota come 'A-17', ed è stata ordinata 3 anni dopo la presentazione del progetto, nel 1981. La prima unità è stata varata nel 1987. I due ultimi battelli di questa classe sono stati successivamente dotati di un sistema AIP (Air-independent propulsion) e ridenominati Classe Södermanland mentre i due primi battelli, il capoclasse Västergötland e lo Hälsingland, sono stati tenuti in riserva fino al 2005, quando sono stati acquistati dalla Marina di Singapore e ridenominati Archer (ex-Hälsingland) e Swordsman (ex-Västergötland) dopo essere stati portati allo standard degli altri due battelli e con una climatizzazione aggiuntiva per le acque tropicali nelle quali erano destinati ad operare; se i primi battelli della classe Sjoormen ceduti a Singapore avevano quarant'anni di servizio, con il cessare delle esigenze di contrasto alla marina sovietica dopo la caduta del Muro di Berlino e la dissoluzione del Patto di Varsavia, i battelli ceduti successivamente erano molto più nuovi, anche se sono stati sottoposti a radicali trasformazioni.
Le HMS Stockholm e Malmö e la nave appoggio HMS Trossö hanno partecipato alla missione Atalanta nel 2009.

## Forza attuale

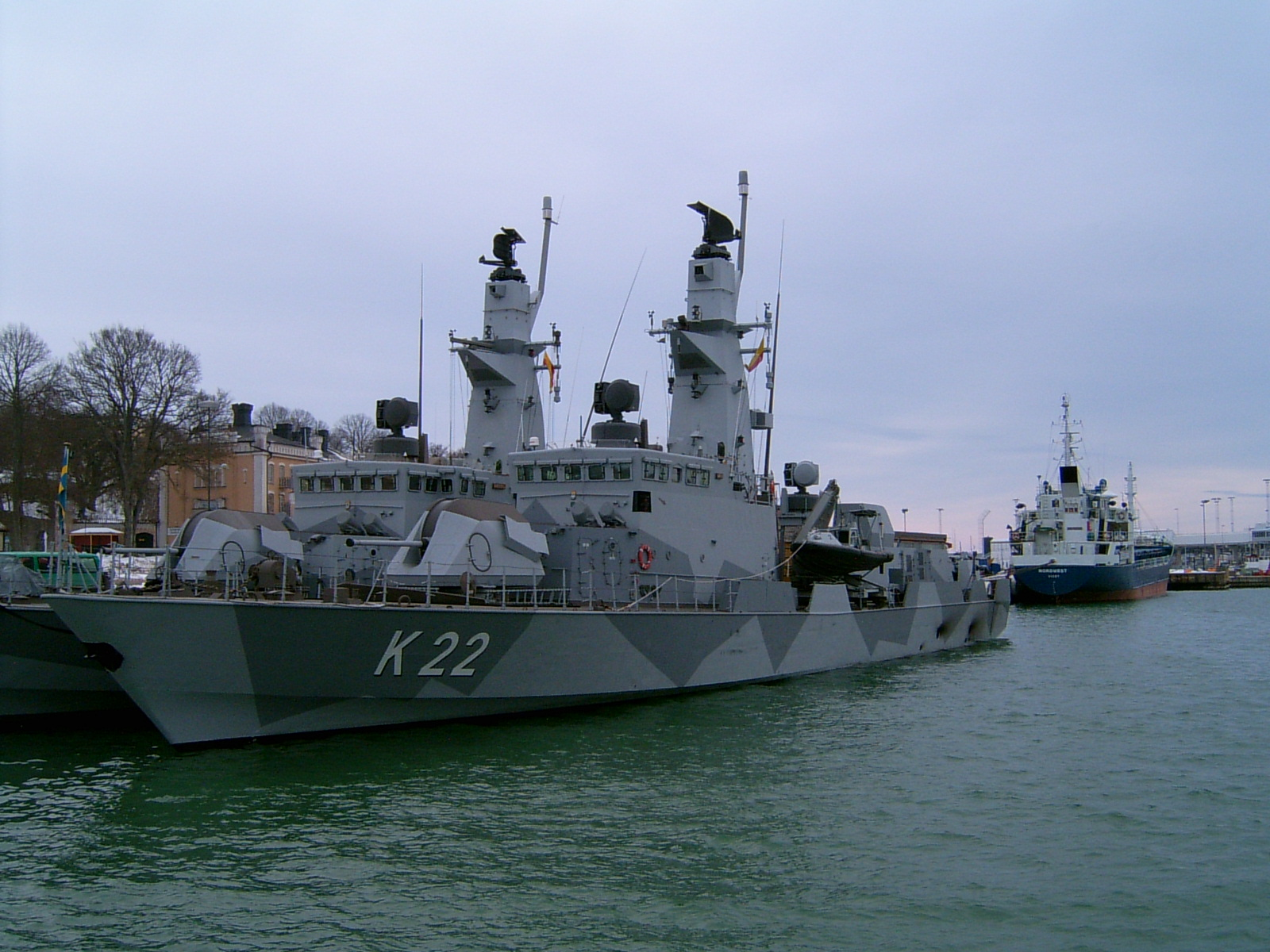
La corvetta HMS Gävle, appartenente alla classe Göteborg

La marina svedese allinea attualmente 2 (in origine erano 4) sottomarini diesel-elettrici Classe Västergötland, due flottiglie di unità di superficie (che complessivamente mettono in campo due corvette della classe Stockholm, quattro della classe Göteborg e cinque della classe Visby, oltre ad 11 dragamine, 12 pattugliatori e svariate unità di supporto, tra cui la HMS Carlskrona, nave appoggio e comando per la flottiglia delle corvette).
La marina svedese dispone anche di una propria unità di fanteria di marina (Kustjägarna, letteralmente "cacciatori costieri"), delle dimensioni di un reggimento anfibio, il 1° Amfibieregementet o Amf 1, ed addestrata come una formazione di forze speciali; la sua pedina operativa è l'Amphibious Battaillon (battaglione anfibio) che gestisce l'addestramento della forza anfibia TD 01 fornita dalla Svezia come componente della missione EUFOR in Ciad. Numericamente i componenti sono 379 ufficiali attivi, 60 impiegati civili, 800 ufficiali della riserva, 272 tra soldati e marinai; il loro equipaggiamento comprende il Fast Attack Craft (battello di attacco veloce) 90H e la sua versione blindata 90 HS e le sue basi operative sono Berga, la guarnigione di Haninge e Gothenburg.